# Зеэв (имя)
Зеэ́в (ивр. זְאֵב‎) — еврейское мужское имя.

## Происхождение
Переводится с иврита как волк. Впервые имя Зеэв (в синодальном переводе: Зив) встречается в Танахе (Ветхом Завете) в Книге Судей Израилевых как имя одного из мадиамских князей, убитых по поручению Гедеона. При этом распространилось имя Зеэв (часто в сочетании: Биньямин Зеэв) не благодаря данному отрицательному персонажу, а вследствие уподобления сына патриарха Иакова Вениамина (Биньямина) волку в Книге Бытия:

«Вениамин, хищный волк, утром будет есть ловитву и вечером будет делить добычу».
Оригинальный текст (иврит)בִּנְיָמִין זְאֵב יִטְרָף בַּבֹּקֶר יֹאכַל עַד וְלָעֶרֶב יְחַלֵּק שָׁלָל
Среди ашкеназских евреев имя Зеэв стало применяться также благодаря аналогии с именем Вольф (идиш װאָלףֿ‎ волк), иногда используясь в качестве замены имени Вольф в раввинской и церемониальной записи.

## Аналоги имени в других языках
- Идиш: װאָלףֿ (Вольф)
- Немецкое: Wolf (Вольф)

## Производные имена
- Зэвик, Зевик